# 丸山恭右
丸山 恭右（まるやま きょうすけ、 ）は、日本の男性漫画家。

## 略歴
武蔵野美術大学油絵学科油絵専攻卒業
- 2015年 読切『アシュリー=ゲートの行方 (少年ジャンプ＋)』作画担当
- 2017年 角川まんが人物伝 『織田信長』作画担当
- 2017年 読切『SWORD IN THE CITY (少年ジャンプ＋)』作画担当
- 2018年 読切『その惑星で彼は生きる (少年ジャンプ＋)』作画担当
- 2019年 『TSUYOSHI 誰も勝てない、アイツには (サイコミ)』連載開始

## 作品リスト

### 漫画作品
- アシュリー＝ゲートの行方（原作：白井カイウ、『少年ジャンプ+』2015年6月21日） - Rickey名義。
- 『織田信長』KADOKAWA〈角川まんが学習シリーズ まんが人物伝〉、2017年6月21日発売[4]、ISBN 978-4-04-103966-3
- SWORD IN THE CITY（原作：綿引智也、『少年ジャンプ+』2017年9月3日） - Rickey名義。
- その惑星で彼は生きる（原作：綿引智也、『少年ジャンプ+』2018年4月9日） - Rickey名義。
- 『TSUYOSHI 誰も勝てない、アイツには』小学館〈裏少年サンデーコミックス〉既刊27巻（シナリオ：Zoo、『サイコミ』2018年11月29日 - 連載中）
  1. 2019年12月19日発売[5][6]、ISBN 978-4-09-129493-7
  2. 2020年3月19日発売[7]、ISBN 978-4-09-850029-1
  3. 2020年5月19日発売[8]、ISBN 978-4-09-850050-5
  4. 2020年8月19日発売[9]、ISBN 978-4-09-850233-2
  5. 2020年10月16日発売[10]、ISBN 978-4-09-850303-2
  6. 2020年12月18日発売[11]、ISBN 978-4-09-850353-7
  7. 2021年2月19日発売[12]、ISBN 978-4-09-850443-5
  8. 2021年3月19日発売[13]、ISBN 978-4-09-850448-0
  9. 2021年4月19日発売[14]、ISBN 978-4-09-850538-8
  10. 2021年6月17日発売[15]、ISBN 978-4-09-850585-2
  11. 2021年7月16日発売[16]、ISBN 978-4-09-850588-3
  12. 2021年11月18日発売[17]、ISBN 978-4-09-850776-4
  13. 2022年1月19日発売[18]、ISBN 978-4-09-850779-5
  14. 2022年5月18日発売[19]、ISBN 978-4-09-851046-7
  15. 2022年8月19日発売[20]、ISBN 978-4-09-851217-1
  16. 2022年11月17日発売[21]、ISBN 978-4-09-851378-9
  17. 2023年3月17日発売[22]、ISBN 978-4-09-851556-1
  18. 2023年6月19日発売[23]、ISBN 978-4-09-852082-4
  19. 2023年9月19日発売[24]、ISBN 978-4-09-852813-4
  20. 2023年12月19日発売[25]、ISBN 978-4-09-853066-3
  21. 2024年2月19日発売[26]、ISBN 978-4-09-853134-9
  22. 2024年5月17日発売[27]、ISBN 978-4-09-853320-6
  23. 2024年8月19日発売[28]、ISBN 978-4-09-853512-5
  24. 2024年10月18日発売[29]、ISBN 978-4-09-853619-1
  25. 2025年1月17日発売[30]、ISBN 978-4-09-853790-7
  26. 2025年4月17日発売[31]、ISBN 978-4-09-854062-4
  27. 2025年7月17日発売[32]、ISBN 978-4-09-854164-5

### その他
- デュエル・マスターズ（トレーディングカードゲーム、2023年[33]）「獰猛なる大地」のイラスト